# Endoscopy (Zeitschrift)
Endoscopy ist eine wissenschaftliche Fachzeitschrift, die vom Thieme-Verlag veröffentlicht wird. Derzeit erscheint die Zeitschrift mit zwölf Ausgaben im Jahr. Es werden Arbeiten veröffentlicht, die sich mit der gastrointestinalen Endoskopie beschäftigen.
Der Impact Factor lag im Jahr 2014 bei 5,053. Nach der Statistik des ISI Web of Knowledge wird das Journal mit diesem Impact Factor in der Kategorie Gastroenterologie und Hepatologie an elfter Stelle von 76 Zeitschriften und in der Kategorie Chirurgie an neunter Stelle von 198 Zeitschriften geführt.